# Eine Robbe zum Verlieben
Eine Robbe zum Verlieben ist ein deutscher Fernsehfilm von Christine Kabisch aus dem Jahr 2006. Eine Fortsetzung folgte 2007 mit dem Film Eine Robbe und das große Glück.

## Handlung
Anne Petersen kehrt mit ihrem Fischfang in den Hafen zurück. Dort trifft sie auf den gerade aus Hannover anreisenden Tierarzt Thomas Krugmann mit seinen Kindern und seiner Freundin Sabine. Da ihr Auto streikt und sie eine Werkstatt aufsuchen müssen, entschließen sie sich im Ort zu bleiben. Anne ist ihnen bei der Suche nach einem Quartier behilflich und bringt sie bei Stina unter, die neben ihrem alten Bauernhof auch eine kleine Pension betreibt. Die Kinder Moritz und Nele sind sofort begeistert, da es hier sehr viele Tiere gibt. Auch Annes Robbe William haben sie sofort ins Herz geschlossen. Während Thomas sich um die Reparatur seines Wagens kümmert, geht Sabine mit seinen Kindern zum Baden. Die wollen jedoch nicht, dass sie die Stelle ihrer verstorbenen Mutter einnimmt und rebellieren. Anstatt sich mit Sabine am Strand zu vergnügen, helfen sie lieber Stina die Kühe melken. Ganz stolz berichten sie ihrem Vater am Abend von ihren Erlebnissen. Sabine ist weniger glücklich über den ungeplanten Urlaubsort. Ihr ist es viel zu einsam und still.
Anne lebt allein mit ihrer Robbe, die sie als Heuler großgezogen hat, und offenbart ihr ihre finanziellen Sorgen. Wenn sie nicht bald mehr Fische fängt, müsse sie den Kutter verkaufen und ihren Beruf aufgeben. Zu allem Überfluss streikt der Motor ihres Bootes und sie muss in den Hafen zurück. Die Reparaturkosten belasten nun zusätzlich ihr Budget.
Piet Jensen hilft oft seiner Tante Stina auf dem Hof und hat eigentlich ein Auge auf Anne geworfen. Doch als er dem Urlaubsgast Sabine näher kommt, spüren beide ihr Interesse füreinander. Thomas hingegen fühlt sich Anne zugetan und sie duldet seine Nähe. Während die beiden zusammen unterwegs sind, entdecken Moritz und Nele Annes Haus und sind davon begeistert, weil es sie sehr an das Haus von Pippi Langstrumpf erinnert. Als Anne sie dabei ertappt, wie sie ihre Wohnung inspizieren, macht sie ihnen keine Vorwürfe. Im Gegenteil, sie unterhält sich mit ihnen und erfährt so, dass ihr Vater Witwer ist und sie seine Freundin Sabine nicht mögen. Die gibt sich jedoch alle Mühe, von den Kindern akzeptiert und respektiert zu werden, was jedoch nicht zum Erfolg führt, wobei sie sich sogar mit Thomas streitet. Der ist allerdings auch auf Anne wütend, weil sie seine Kinder einfach mit auf eine Segeltour genommen hat, ohne ihn vorher zu fragen. Als er sie zur Rede stellen will, gestehen ihm seine Kinder, dass sie Anne gesagt hätten, dass sie vorher gefragt hätten. Daraufhin entschuldigt sich Thomas bei Anne und beide bemerken, dass sich etwas zwischen ihnen zu entwickeln scheint, doch wollen sie es sich nicht eingestehen. Als Piet Sabine und Thomas zum Fischerball einlädt und dann auch Anne dort eintrifft, klären sich für alle Beteiligten die Verhältnisse. Thomas hat nur noch Augen für Anne, und Sabine ist froh, an Piet einen unternehmungslustigen Freund gefunden zu haben. Nur Anne sträubt sich noch, sich auf eine Beziehung einzulassen, aus Angst, enttäuscht zu werden. Erst als Thomas sich ihretwegen ins Meer stürzt, um ihr nachzuschwimmen, erweicht das ihr Herz und beide küssen sich. Die Kinder sind begeistert und für sie ist klar, dass sie nun für immer hier bleiben werden, und freuen sich mit in Annes Haus einzuziehen. Für Thomas bietet sich unerwartet eine berufliche Chance, denn der alte Tierarzt, Dr. Knut Hansen, möchte sich zurückziehen und bietet Thomas seine Praxis an.
Sabine entscheidet sich, bei Piet zu bleiben und ihn bei seinen geschäftlichen Unternehmungen zu unterstützen. Er will aus der kleinen Pension ein Familienhotel machen. Mit ihrer Hilfe gelingt es Piet sogar, für sein Projekt Fördermittel zu erhalten.
Robbe William hilft Anne am Ende einen großen Fischschwarm aufzustöbern, sodass sie mit einem üppigen Fang heimkehrt, was ihre finanziellen Probleme vorerst löst und das Happy End perfekt macht.

## Produktionsnotizen
Eine Robbe zum Verlieben wurde am 13. Mai 2006 auf Das Erste erstgesendet. Die Dreharbeiten erfolgten auf dem Darß und Fischland.
Musikalische Beiträge leistete das Trio Hafennacht, das in beiden Filmen mit seinen maritimen Chansons zu hören war. Das Tiertraining erfolgte von Vicky und Hans Pedersen. Sie arbeiteten auch zwei ihrer Pinguine, die relativ ziellos am Strand umhertippeln, in die Szenen ein. Der Grund dafür war, dass „nämlich die Robbe damals so wenig von dem gebracht hat, was man [sich eigentlich davon] versprochen hatte, und der Trainer die Pinguine dabei hatte und sie sehr viel williger waren. [Daher] bekam die Produktion die beiden Pinguine einen Tag umsonst. So kamen sie in den ersten Film und da hat man sie in den zweiten Teil so als Gag auch noch mal eingebaut.“

## Kritik
Die TV Spielfilm vergab die schlechteste Wertung (Daumen nach unten) und befand: „Erschreckend flacher Fernsehheuler.“ und zog als Fazit: „Wer denkt sich bloß so 'nen Quatsch aus!“.
Tilmann P. Gangloff bei Kino.de meint dagegen: „‚Eine Robbe zum Verlieben‘ [ist], dem einfallslosen Titel zum Trotz, nette Samstag-Abend-Unterhaltung […]. Da stört's nicht mal weiter, dass Deborah Kaufmanns fröhliches Dekolletee ebenso wenig zu ihrem Opferblick passt wie Gesine Cukrowskis kleine Berliner Dialekteinfärbung zu einem Kind der Ostsee. Die Figur der Fischerin mit Finanzproblemen steht Cukrowski trotzdem weitaus überzeugender als zuletzt der Sharon-Stone-Verschnitt in dem ZDF-Thrillerchen ‚Lieben und töten‘. Wirklich sehenswert ist auch Oliver Mommsen, der auf äußerst sympathische Weise mal komödiantisch, mal melodramatisch das ganze Spektrum seiner Rolle auslotet.“